# Cédric Djeugoué
Cédric Djeugoué (Moungo, 28 de agosto de 1992), é um futebolista Camaronês que atua como zagueiro. Atualmente, joga pelo Cotonsport.

## Carreira
Cédric Djeugoué representou o elenco da Seleção Camaronesa de Futebol no Campeonato Africano das Nações de 2015.